# Xu Zhu
Xu Zhu (fl. II-III secolo) è stato un militare cinese, ufficiale Wei all'epoca della dinastia Han e dei Tre Regni nell'antica Cina.
Di stazza enorme, tanto alto quanto grosso, fu la guardia del corpo del potente signore Cáo Cāo. Di solito è un uomo normale e distratto, ma sul campo di battaglia si trasforma in un uomo temibile quanto il grande Dian Wei, dove combatte con la fierezza di una tigre: da ciò il suo soprannome di Tigre Pazza.